# Cypripedium guttatum
Cypripedium guttatum is een soort uit de orchideeënfamilie (Orchidaceae). De wetenschappelijke naam werd gepubliceerd door Olof Peter Swartz in 1800. De soort is verwant aan het in Europa voorkomende vrouwenschoentje (Cypripedium calceolus).

## Kenmerken
Cypripedium guttatum groeit tot een hoogte van 10 à 30 cm. De soort heeft ovale tot elliptische bladeren met een lengte van 6 tot 12 cm en een breedte van 3 tot 7 cm. De bloemen zijn 3 à 5 cm lang en alleenstaand. Het bovenste kelkblad van de soort is 2 tot 3 cm lang, eirond en enigszins naar beneden gebogen. Deze is roomwit van kleur en heeft een paarse omranding. De twee buitenste kelkbladeren lijken samengesmolten te zijn, zijn afhangend en 1,2 à 1,7 cm lang. De buitenste kelkbladeren zijn wit met paarse vlekken. De lip is echter het meest prominente deel van de bloem. Deze is groot, sneeuwwit of crèmekleurig van buiten met paarse vlekken. De soort bloeit van midden mei tot in juli.

## Verspreiding
Cypripedium guttatum heeft een zeer groot verspreidingsgebied en komt binnen Europa voor in het midden, oosten en noordoosten van Europees Rusland. Binnen Azië wordt de soort gevonden in grote delen van Siberië, het Russische Verre Oosten, Kamtsjatkaschiereiland, Sachalin, Mongolië, grote delen van China, Bhutan, het Koreaans Schiereiland en Japan. Daarnaast is de soort ook in Noord-Amerika aanwezig op de Aleoeten, Alaska, Yukon en de Northwest Territories. De status van deze soort in Oekraïne en Wit-Rusland is onduidelijk.

## Biotoop
Cypripedium guttatum komt voor in verschillende typen bossen, bosschages, open plekken in bossen, alpenweiden, beboste kalksteenhellingen en open graslanden. Kan worden aangetroffen op hoogten tussen 500 en 4.100 meter boven zeeniveau.
... · 
C. calceolus (Vrouwenschoentje) · 
C. guttatum · 
C. macranthos ·
...